# The Shadows
The Shadows é um conjunto de rock instrumental britânico. Seus maiores êxitos foram alcançados na década de 1960, tanto com trabalhos próprios quanto com a parceria que mantinham com o cantor Cliff Richard.

## Discografia selecionada

### Álbuns
- 1961 The Shadows
- 1962 Out of The Shadows
- 1963 Greatest Hits  (coletânea)
- 1964 Dance With The Shadows
- 1965 The Sound of The Shadows
- 1965 More Hits! (coletânea)
- 1966 Shadow Music
- 1967 Jigsaw
- 1967 From Hank Bruce Brian and John
- 1968 Established 1958 (com Cliff Richard)
- 1970 Shades of Rock
- 1973 Rockin' With Curly Leads
- 1975 Specs Appeal
- 1975 Live at the Paris Olympia
- 1977 20 Golden Greats  (coletânea)
- 1977 Tasty
- 1979 String of Hits
- 1980 Another String of Hot Hits (coletânea)
- 1980 Change of Address
- 1981 Hits Right Up Your Street
- 1982 Life In The Jungle/Live at Abbey Road
- 1983 XXV
- 1984 Guardian Angel
- 1986 Moonlight Shadows
- 1987 Simply Shadows
- 1989 Steppin' To The Shadows
- 1989 At Their Very Best
- 1990 Reflection
- 1993 Shadows In The Night - 16 Classic Tracks (coletânea)
- 1994 The Best of Hank Marvin and The Shadows (coletânea)
- 1997 The Shadows play Andrew Lloyd Webber and Tim Rice
- 1997 The Very Best of The Shadows - The First 40 Years (coletânea)
- 1998 50 Golden Greats (coletânea)
- 2004 Life Story (coletânea)
- 2004 The Final Tour

### Singles
- 1959 "Feelin' Fine" (como The Drifters)
- 1959 "Jet Black" (como The Drifters)
- 1959 "Saturday Dance"
- 1960 "Apache"
- 1960 "Man of Mystery"
- 1961 "F.B.I."
- 1961 "The Frightened City"
- 1961 "Kon-Tiki"
- 1961 "The Savage"
- 1962 "Wonderful Land"
- 1962 "Guitar Tango"
- 1962 "Dance On!"
- 1963 "Foot Tapper"
- 1963 "Atlantis"
- 1963 "Shindig"
- 1963 "Geronimo"
- 1964 "Theme for Young Lovers"
- 1964 "The Rise and Fall of Flingel Bunt"
- 1964 "Rhythm and Greens"
- 1964 "Genie With the Light Brown Lamp"
- 1965 "Mary Anne"
- 1965 "Stingray"
- 1965 "Don't Make My Baby Blue"
- 1965 "The War Lord"
- 1966 "I Met a Girl"
- 1966 "A Place in the Sun"
- 1966 "The Dreams I Dream"
- 1967 "Maroc 7"
- 1975 "Let Me Be the One
- 1978 "Love Deluxe"
- 1978 "Don't Cry for Me Argentina"
- 1979 "Theme From The Deer Hunter"
- 1980 "Riders In the Sky"
- 1980 "Equinoxe Part V"
- 1981 "The Third Man"

Não inclui colaborações com Cliff Richard, gravações solo ou feitas sob o nome "Marvin, Welch & Farrar"